# Лампік Михайло Михайлович
Лампік Михайло Михайлович — український льотчик-випробувач 2 класу, полковник, начальник льотно-методичної служби у Державному науково-дослідному інституті випробувань та сертифікації озброєння та військової техніки. Колишній учасник пілотажної групи «Українські соколи».

## Біографія
В 1980 році став курсантом Чернігівського вищого військового авіаційного училища льотчиків імені Ленінського Комсомолу (ЧВВАУЛ), що здійснювало підготовку льотчиків для винищувальної авіації ВПС СРСР. 
Після закінчення працював інструктором, літав у Чорткові та у Феодосії. 
Першим із льотчиків своєї частини у Чорткові у 1989 році здав партквиток.
У 1996 році вступив у Державний науково-випробувальний центр де вчився 3 роки за класом маневрених літаків. 
У 1998 році став членом пілотажної групи «Українські соколи» 
На початку 2002 р. разом з командиром "Українських соколів" Віктор Россошанським поїхав у відрядження до Ізраїлю, а звідти до Грузії - випробовувати модернізований ізраїльською фірмою штурмовик Су-25, який випускав Тбіліський авіаційний завод.
У 2008 році звільнився зі складу Повітряних Сил України.
З 2012 року до 2014 директор парку «Повітроплавний комплекс Узун-Сирт, гора Клементьєва».
У 2014 році під час окупації Криму виїхав на материкову частину України.
У 2017 році командир ланки старший льотчик - випробувач.
З 2018 року начальник льотно-методичної служби у Державному науково-дослідному інституті випробувань та сертифікації озброєння та військової техніки.
У 2021 звільнився зі служби через суперечки з командуванням.
Освоїв МіГ-21, МіГ-29, Су-27, штурмовик Су-25, вертольоти і параплани.

## Приватне життя
Одружений, дружина Світлана Лампік. Подружжя має чотирьох дітей, 3-х дочок та сина.